# Euphyia aglaodes
Euphyia aglaodes är en fjärilsart som beskrevs av Edward Meyrick 1891. Euphyia aglaodes ingår i släktet Euphyia och familjen mätare. Inga underarter finns listade i Catalogue of Life.